# Labrocerus auratus
Labrocerus auratus är en skalbaggsart som beskrevs av William James Beal 2000. Labrocerus auratus ingår i släktet Labrocerus och familjen ängrar. Inga underarter finns listade i Catalogue of Life.